# Anton Govea

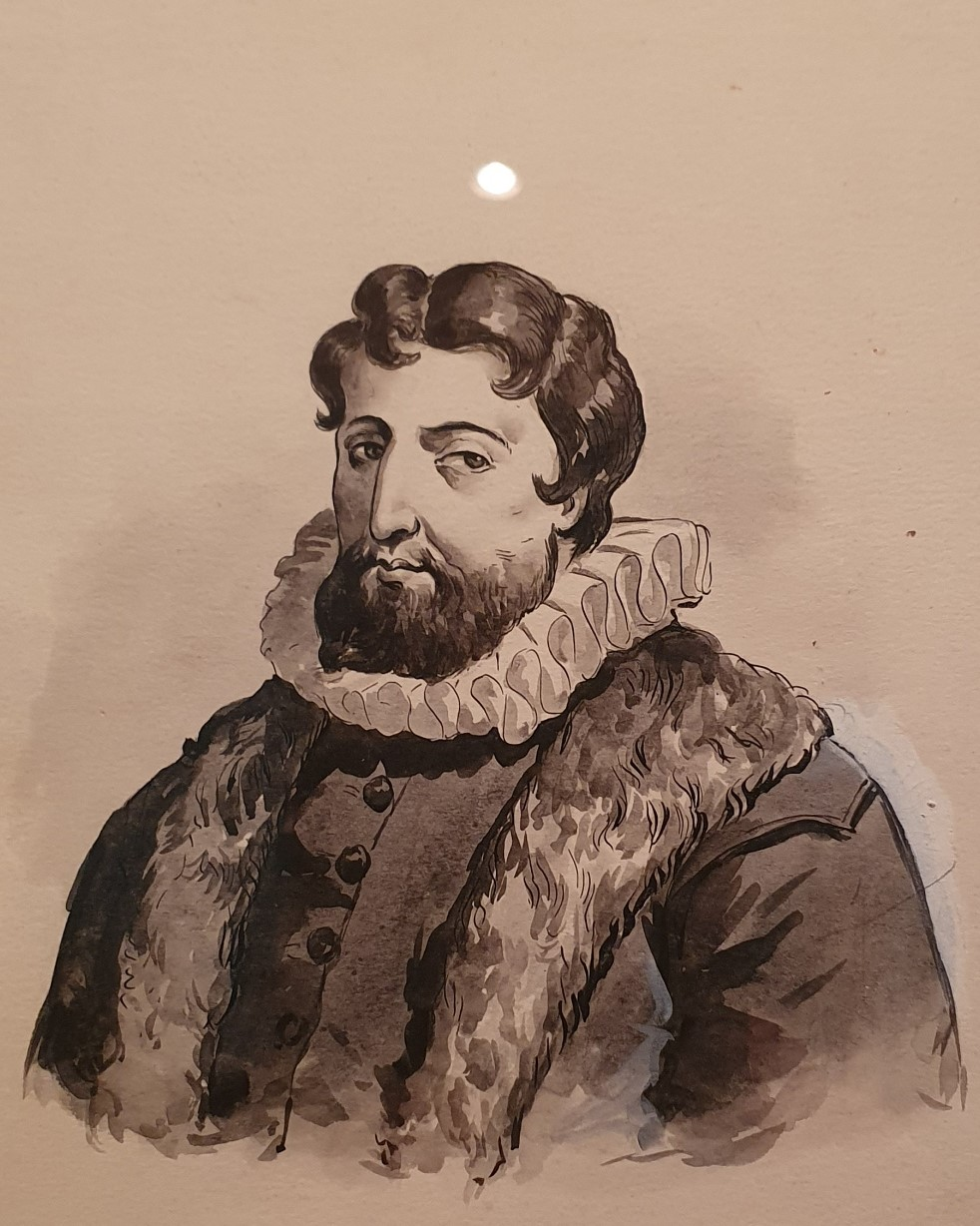
Zeichnung von Anton Govea

Anton Govea (lat. Anton(ius) Goveanus) (* 1505 in Beja, Portugal; † 1565 oder 1566 in Turin) war ein portugiesischer Jurist, Philologe, Philosoph, Humanist und Autor. Er war ein Gegner des Petrus Ramus, dessen den Aristotelismus ablehnende Bücher er anfocht, und die im weiteren Verlauf auch verboten wurden.

## Familie
Anton war ein Neffe des ebenfalls aus Beja stammenden Leiters („principal“) des Collège Sainte-Barbe Andreas Govea. Anton’s zwei ältere Brüder waren Martialis und Andreas. Alle drei Brüder wurden von ihrem „Oheim“ Andreas erzogen. Martialis, der älteste, war lateinischer Dichter, Andreas trat in die Fußstapfen seines Vaters am Collège in Paris und erwarb sich in der Folgezeit hohen Ruhm.

## Leben
Anton hielt sich ab dem Jahr 1530 in Frankreich auf, sein Studium absolvierte er in Bordeaux. Er brachte es zu noch mehr Ruhm als sein Bruder. Jeweils in den Jahren 1548 bis 1562 lehrte er in Bordeaux, dann in Cahors, wiederum danach in Valence und zuletzt in Turin, wohin ihn Herzog Philibert von Savoyen „im 60sten Jahr“ (1560) berufen hatte. Karl Joseph Bouginé nennt noch die Orte Toulouse, Avignon und Grenoble, wo Govea gelehrt habe.
Seine Schriften verfasste Govea vor seiner Zeit als Professor.
Govea war im Streit mit Petrus Ramus bezüglich des letzteren Ablehnung der Lehre des Aristoteles. Beziehungsweise focht Govea die Bücher Ramus’ an. König Franz I. bestellte im Jahr 1543 zur Schlichtung den Doktor der Gottes Gelehrsamkeit Johann Salagnac ein. Als seine Fürsprecher wählte Govea den Professor in griechischer Sprache Peter Danes und Fran Vicomercat. Ramus wählte den Doktor der Rechte Johann Quintin und den Doktor der Arzneikunft Johann von Beaumont. In der Folge wurden Ramus’ Bücher „durch das ganze Königreich“ verboten.
Im Jahr 1547 versuchte Eguinaire Baron innerhalb seiner Vorlesung einen im Jahr 1545 erschienenen Kommentar Goveas und eine das gleiche Thema behandelnde Veröffentlichung Franciscus Duarenus zu widerlegen. Govea antwortete Baro darauf „mit grobem Spott“, später entstand ein Streit zwischen Duaren und Baro, an dem sich die ganze Universität in Bourges (Professoren und Studenten) lebhaft beteiligten und in deren Folge Duaren die Universität bis zu Baros Tod verließ.

## Schriften (Auswahl)
- Comment, de substitutuonibus
- De jurisdictione Lib. II.
- Variae lectiones
- castigationes in virg & terentium